# Kasteel Ramlot
Kasteel Ramlot is een fabriekantenvilla  gelegen op de Sint-Gillislaan 69 te Sint-Gillis-bij-Dendermonde.
Het gebouw werd bij ministerieel besluit in 2004 een beschermd monument. Ook de tuin en het interieur is beschermd.
Het vrijstaande kasteeltje werd gebouwd in 1889 in opdracht van rentenier Adolphe De Prof-Saeys en in 1909 door diens weduwe verkocht aan commandant Robert-Désiré Ramlot (°1865 - 1946) een rijke industrieel uit een belangrijk nijverheidsgeslacht . Het is gebouwd in eclectische en art-nouveaustijl volgens de kenmerkende dubbelhuisopstand. De deuringang bevindt zich in een opvallend torentje. Het kasteeltje wordt van de straat afgescheiden door een versierd smeedijzeren hek. Achter het kasteeltje is een koetshuis gelegen, dat in 1898 werd bijgebouwd. In 1915 raakte het gebouw licht beschadigd wellicht bij een aanval van de Duitsers op de stad Dendermonde. In de jaren 50 van de vorige eeuw werd het pand  aan de rechterzijde vergroot met een dokterskabinet. Het kasteel is privébezit en kan niet bezocht worden.